# Cheyna Matthews
Cheyna Matthews (* 10. November 1993 als Cheyna Lee Williams) ist eine US-amerikanisch-jamaikanische Fußballspielerin, die seit der Saison 2023 bei den Chicago Red Stars in der National Women’s Soccer League unter Vertrag steht.

## Karriere

### Verein
Während ihres Studiums an der Vanderbilt University und der Florida State University spielte Matthews von 2012 bis 2015 für die dortigen Universitätsmannschaften der Vanderbilt Commodores und Florida State Seminoles. Zusätzlich lief sie von 2014 bis 2015 für die W-League-Teilnehmer Los Angeles Blues und Atlanta Silverbacks auf. Mit ersteren gewann Matthews die W-League-Meisterschaft 2014. Während des im Januar 2016 durchgeführten College-Drafts der NWSL wurde sie in der ersten Runde an Position sieben von der Franchise der Washington Spirit ausgewählt. Ihr NWSL-Debüt gab Matthews am 24. April 2016 bei einem 2:1-Auswärtssieg über den Sky Blue FC.
In der Saison 2018 setzte Matthews aufgrund ihrer ersten Schwangerschaft aus.

### Nationalmannschaft
Matthews kam im Jahr 2015 zu zwei Einsätzen in der U-23-Nationalmannschaft der Vereinigten Staaten, bei denen sie torlos blieb.
Nachdem sich die Jamaikanische Fußballnationalmannschaft für die Fußball-Weltmeisterschaft 2019 qualifizieren konnte, wurde Matthews im Januar 2019 in das Aufgebot für das Trainingscamp des Teams berufen. Sie debütierte in einem Freundschaftsspiel gegen Chile am 28. Februar 2019, das Jamaika mit 1:0 gewann.

## Persönliches
Williams heiratete im Februar 2018 Jordan Matthews, den Wide Receiver der Philadelphia Eagles aus der NFL, den sie während des Studiums an der Vanderbilt University kennenlernte.

## Erfolge
- 2014: W-League-Meisterschaft (Los Angeles Blues)